# Katapult (program)
Katapult er program på DR P3. 2 timer fra mandag til fredag fra 14-16. Koncept lavet af Michael Bernhard, senere Henrik Povlsen (Go'morgen P3) og Anders Breinholt.
Udsendelsen forsøgte at være velorienterede indenfor pop herhjemme,  kommentarer, betragtninger, vanvittige events og kort nyt fra musikverdenen.
Katapults rejsende reporter var Kanonkongen, som er Katapults rejsende reporter og manden, der må finde sig i ikke så lidt fra værternes side.